# Batería de la Atunara

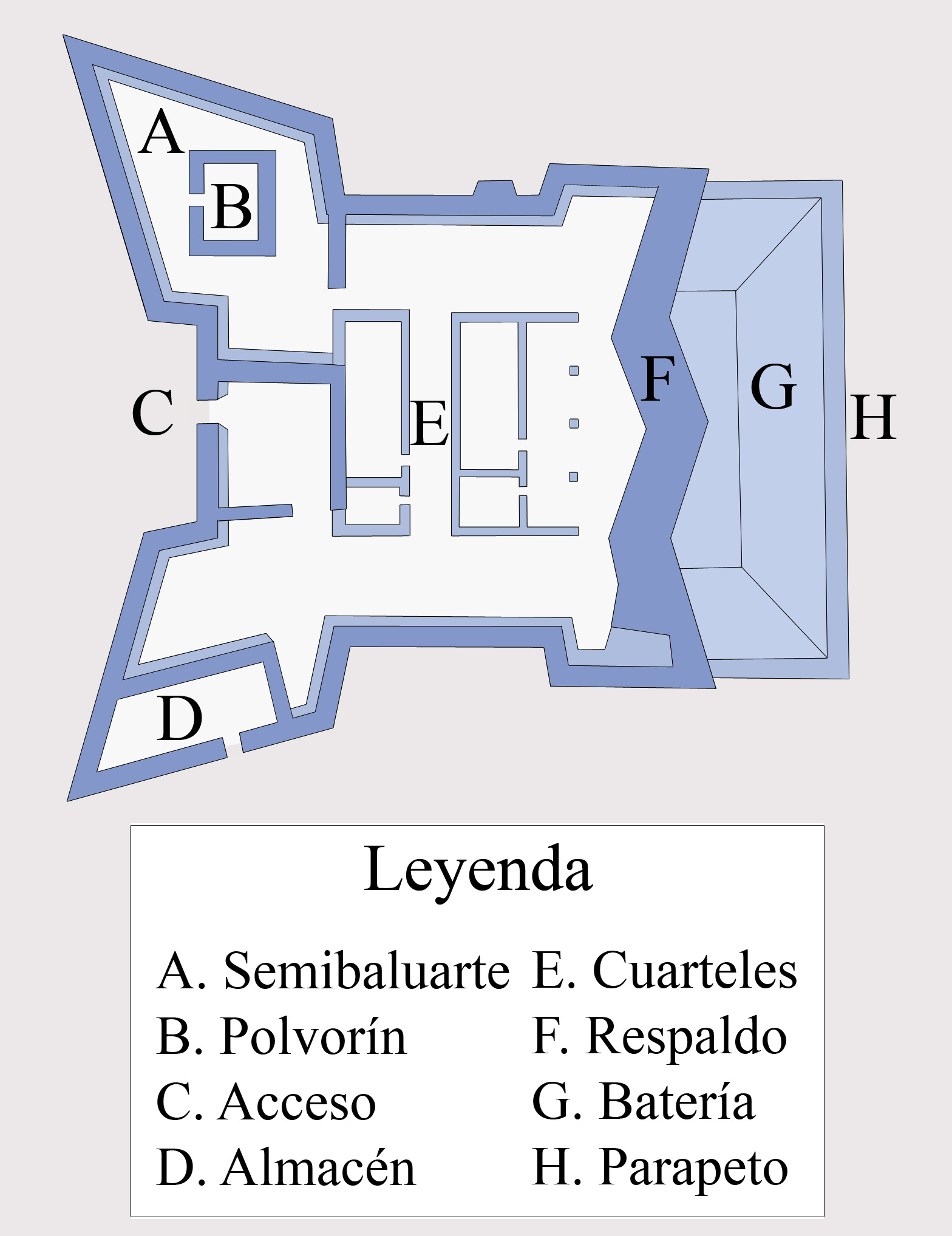
Plano de la batería de la Atunara

La Batería de la Atunara de La Línea de la Concepción fue una construcción militar cuyas obras debieron comenzar en 1735 como parte de la línea de defensas de la zona próxima a la ciudad de Gibraltar emprendida por el gobierno de España ante el temor de que la colonia británica se extendiera más allás del istmo.
La fortificación se hallaba situada en la playa de La Atunara, al norte de la bahía de Algeciras protegiendo la retaguardia de la Línea de Contravalación de Gibraltar. La batería de la Atunara se encontraba protegida al sur por la propia Línea de Gibraltar, con quien podía cruzar fuego, sin embargo al norte no se encontraba ningún fuerte artillado que pudiera proteger la posición, es por ello que según los planes militares de la época a media legua de la Batería debía situarse un destacamento provisional con al menos 4 cañones de a 24.
Poseía una batería lineal con seis cañones de a 24, y capacidad para albergar una guarnición de infantería de quince hombres y un oficial, seis artilleros y un cabo y un total de cuatro hombres y un cabo correspondientes al cuerpo de Caballería; el alojamiento de la guarnición se realizaba en las propias instalaciones que estaban perfectamente preparadas para ello, a pesar de todo según los datos conservados en el año 1796 la batería apenas poseía un cabo con diez hombres y dos artilleros. El edificio, de planta rectangular poseía dos baluartes protegiendo su entrada por tierra y una batería paralela a la playa protegida por un espaldón.
Esta batería fue totalmente destruida en 1811 por el cuerpo de zapadores del Reino Unido para evitar que cayera en manos de las tropas de Napoleón como ocurrió con prácticamente todos los fuertes de la zona. 